# Emile Angéloz
Emile Angéloz (* 3. Oktober 1924 in Freiburg im Üechtland; † 18. Januar 2022 in Villars-sur-Glâne) war ein Schweizer Bildhauer, Lithograf und Zeichner. Sein Werk umfasst Bronze-, Stahl-, Eisen-, Beton- und Steinskulpturen, Monumentalskulpturen, Reliefs sowie sakrale Inneneinrichtungen.

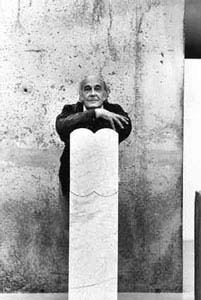
Emile Angéloz (1986) Porträt von Erling Mandelmann

## Leben und Werk
Emile Angéloz trat als 16-Jähriger in das Freiburger Lithografie-Atelier von Charles Robert ein. Später war er in der Glasmanufaktur Kirsch tätig. 1943 besuchte er die Klasse bildende Kunst an der technischen Hochschule in Freiburg. Nach der Rekrutenschule absolvierte er ab 1946 eine Steinmetzlehre in den Marmorwerken von Prince & Lambert in Freiburg. Studienreisen führten ihn 1957 nach Italien, 1958 nach Frankreich und 1961 nach Spanien. Emile Angéloz war mit Maria, geborene Bosson, verheiratet.
Mit seinem Freund Roger Bohnenblust (1929–1979) gründete er 1957 in Freiburg die Künstlergruppe Groupe Mouvement. Im März 1957 fand mit sechs anderen Künstlern, darunter war der Fotograf Jean-Claude Fontana, in der ehemaligen Apotheke am Boulevard de Pérolles Nr. 4 die erste Ausstellung statt. 1959 wurde Bruno Baeriswyl in die Gruppe aufgenommen. In der Folge tauschten Angéloz und Baeriswyl zeitlebens ihre Werke aus.

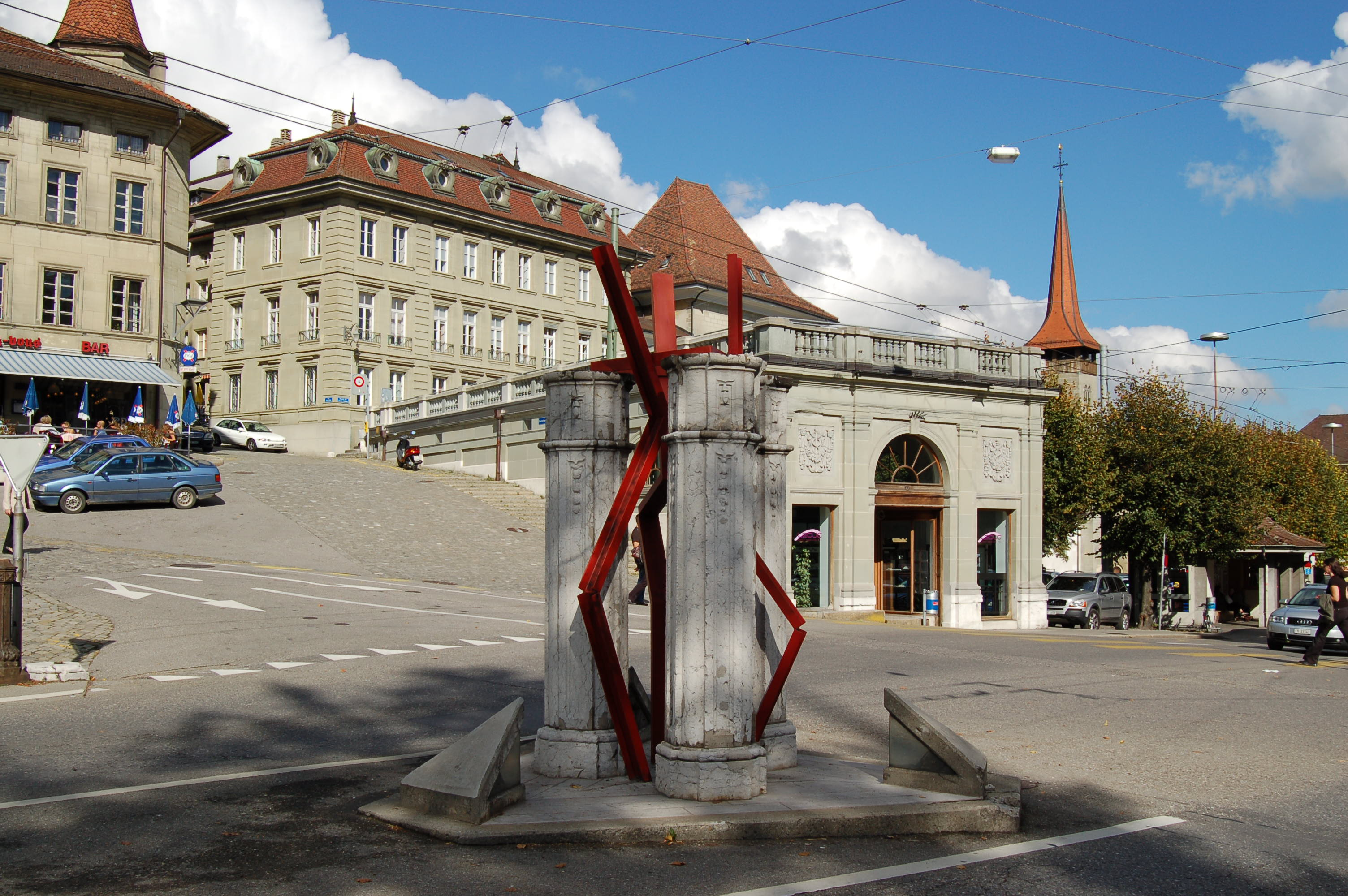
Murtenlinde in Fribourg von Emile Angéloz

Angéloz erhielt 1958, 1960 und 1964 ein Eidgenössisches Kunststipendium. Zudem gewann er zahlreiche Kunstpreise. Bis in die frühen 1960er-Jahre schuf er hauptsächlich gegenständliche Tierskulpturen. Ab den 1970er-Jahren entstanden vor allem monumentale Werke im öffentlichen Raum. Er war in Freiburg der erste Künstler, der abstrakte Skulpturen zeigte.
Mit seinem Bruder, dem Bildhauer und Maler Louis Angéloz (1922–2002), kaufte er 1960 das von den Benediktinern aufgegebene Schloss Corbières. Emile bezog das zweite Stockwerk, sein Bruder das erste. Der befreundete Künstler Yoki Aebischer richtete sein Atelier auf dem Dachboden ein und der Fotograf René Bersier (1930–2016) bezog zusammen mit dem Bildhauer und Maler Bernard Schorder (1918–2011) das Erdgeschoss. Die Künstlergruppe gründete das Kunstforum «AEL-Galerie», das jeden Sonntag von bis zu 40 Personen besucht wurde. 1970 löste sich die Gruppe auf und die Brüder verkauften das Schloss an einen Iren.
Angéloz war Mitglied der Sektion Freiburg der GSMBA. Er zeigte seine Werke in Einzel- und Gruppenausstellungen.